# أولاد فارس (الجزائر)
أولاد فارس إحدى بلديات ولاية الشلف عاصمة لـ دائرة اولاد فارس.